# Dobry doktor
Dobry doktor (ang. The Good Doctor) – amerykański thriller z 2011 roku w reżyserii Lance'a Daly'ego i wyprodukowany przez Magnolia Pictures.
Światowa premiera filmu miała miejsce 23 kwietnia 2011 roku podczas Festiwalu Filmowego w Tribece.

## Opis fabuły
Pochodzący z Wielkiej Brytanii młody lekarz Martin Blake (Orlando Bloom) zostaje rezydentem w szpitalu w Kalifornii. Zyskuje szacunek innych, gdy powstrzymuje rozwój infekcji u młodej kobiety. Chorobliwie ambitny lekarz jest gotowy zrobić wszystko, by jak najdłużej zatrzymać ją w szpitalu.

## Obsada
- Orlando Bloom jako doktor Martin E. Blake
- Riley Keough jako Diane Nixon
- Taraji P. Henson jako pielęgniarka Theresa
- Rob Morrow jako doktor Waylans
- Michael Peña jako Jimmy
- Troy Garity jako Dan
- Molly Price jako pani Nixon
- Wade Williams jako pan Nixon
- Sorel Carradine jako Valerie Dixon
- Evan Peters jako Donny Nixon
- Nathan Keyes jako Rich
- J.K. Simmons jako detektyw